# Natività (Paolo Uccello)
La Natività è una vetrata (diametro 480 cm) disegnata da Paolo Uccello e realizzata dal vetraio Angelo Lippi, databile al 1443 e conservato nel tamburo del Duomo di Firenze.

## Storia
Gli anni trenta-quaranta del Quattrocento furono anni di intensa attività di Paolo Uccello alla decorazione interna di Santa Maria del Fiore, avviati nel 1436 col Monumento equestre a Giovanni Acuto e proseguiti nei primi anni del quinto decennio con le vetrate dell'Annunciazione (perduta), della Natività e della Resurrezione, nonché l'orologio.
La Natività fu la seconda ad essere eseguita e venne completata entro il novembre 1443, per un compenso di 40 fiorini.

## Descrizione e stile
L'opera ha un'impostazione tradizionale, con il Bambino al centro, adorato da Maria e dai pastori sulla sinistra, mentre a destra sta san Giuseppe dormiente, suo tipico atteggiamento che ricordava il suo ruolo circoscritto alla semplice veglia del nascituro, figlio di Dio. Nesslo sfondo si affacciano il bue e l'asino, mentre in alto, dal tetto in rovina della capanna, si intravede la stella di Betlemme. L'opera segue un andamento lungo linee diagonali, che intersecano elegantemente la circonferenza della vetrata. Ricca è la descrizione dei dettagli, dai fiori sul prato alla decorazione vivace della veste di Maria. Quest'ultima è la figura preminente nel dipinto, evidenziata dalla grande aureola e con un movimento di elaborata torsione, col corpo di profilo e il volto di tre quarti, ruotato verso il Bambino.
La cornice è composta da una serie di rosette entro medaglioni bianchi su sfondo rosso, con doppia cornice chiara.